# 中華民國—幾內亞比索關係
中華民國與幾內亞比索共和國於1990—1998年有官方外交關係，斷交後，目前沒有在對方首都互設具大使館功能的代表機構。對幾內亞比索的相關事務由駐葡萄牙臺北經濟文化中心兼轄。

## 政治

### 外交

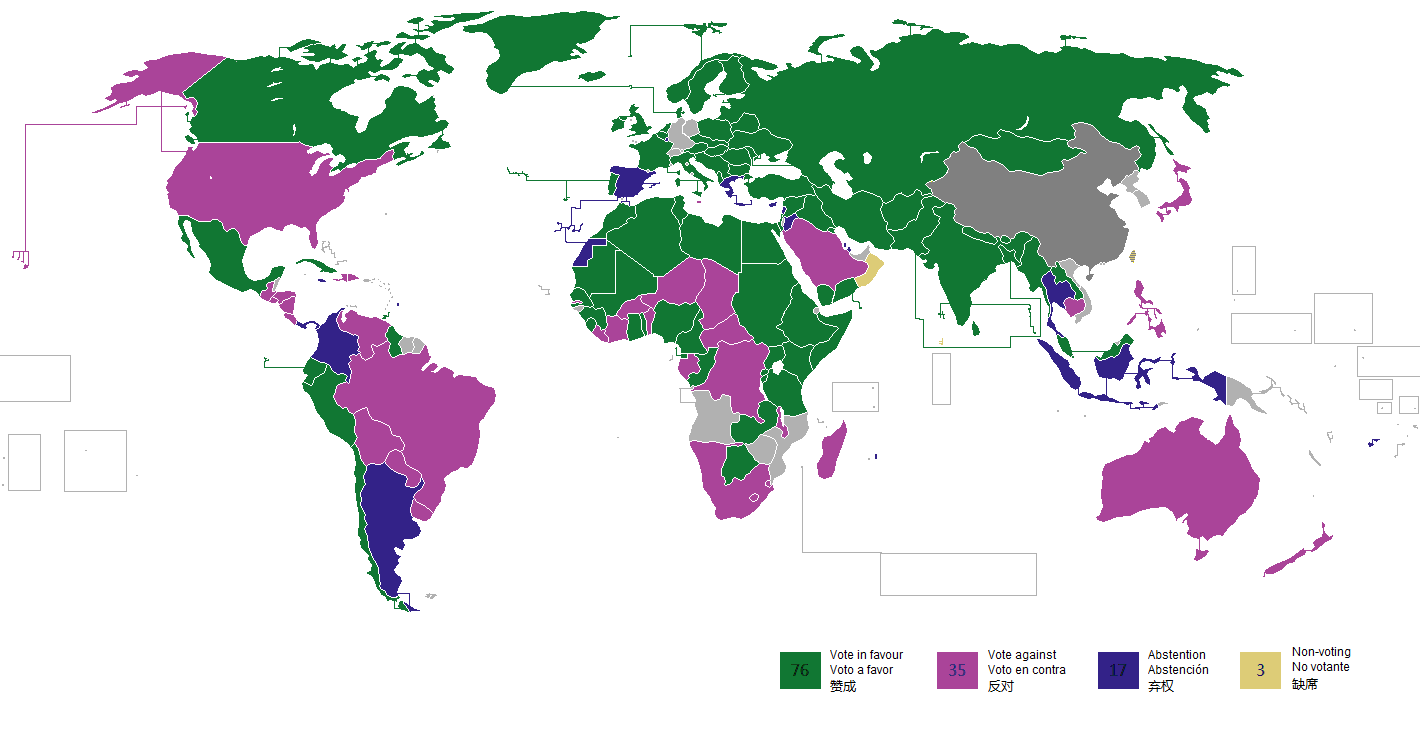
灰色國家表示非聯合國會員國，幾內亞比索當時是葡萄牙殖民地，因此不能對中華民國續留聯合國一案參與投票，即《聯合國大會2758號決議》。

1990年5月26日，兩國建立大使級外交關係。於首都比索設立中華民國駐幾內亞比索共和國大使館，並派駐大使。
1990年10月8日，幾內亞比索國務委員會主席維拉應中華民國總統李登輝邀請，率領外交部長薩曼多（Julio Semedo）等官員抵台訪問，並參加中華民國國慶活動。1992年10月，外交部長薩曼多、計畫暨國際合作部長卡多索（Bernardino Cardoso）抵台參加中華民國國慶活動。
1991年，於首都臺北設立幾內亞比索共和國駐中華民國大使館，並派駐大使。
1994年9月，中華民國外交部長錢復以總統特使身分，率團前往幾內亞比索，參加總統維拉的連任就職典禮。
1995年4月，幾內亞比索總統維拉抵台訪問。
1996年，幾內亞比索總統維拉、外交暨僑務部長施樂華、退除役官兵事務部長馬內（A. MANE）、常駐聯合國副代表達荷薩（Mário Lopes da Rosa）抵台訪問。
1997年，中華民國外交部長章孝嚴、台北市副市長陳師孟、行政院農業委員會副主任委員林享能訪問幾內亞比索；幾內亞比索國會議長薩尼亞、漁業部長施爾華（Arthur Da Silva）、比索市長梅迪納（Paulo Carlos Medina）抵台訪問。
1998年，中華民國外交部長胡志強訪問幾內亞比索；幾內亞比索總統夫人維拉、總理柯雷亞、農業部長施農華（Avito Jose da Silva）抵台訪問。
1998年4月23日，幾內亞比索與中華人民共和國簽署《復交公報》。4月24日，中華民國中止與幾內亞比索的外交關係。

#### 支持中華民國參與國際組織
兩國在邦交期間，幾內亞比索曾多次支持中華民國參與國際組織。
1993年10月，幾內亞比索在聯合國大會的總辯論中，為中華民國參與聯合國議題執言。
1994年9月、1995年7月，幾內亞比索與中華民國的邦交國連署提案，要求聯合國大會設立研究委員會將「根據會籍普遍原則並按照分裂國家在聯合國已建立的平行代表權模式，審議在台灣的中華民國在國際體系中的特殊情況」案列入議程。並在聯合國大會的總辯論，與聯合國成立50週年特別紀念會議中發言支持。
1996年7月，幾內亞比索與15個中華民國的邦交國提案，要求聯合國大會將「審議聯大第二七五八（XXVI）號決議所造成臺灣地區二千一百三十萬人無法參與聯合國相關活動之問題」案列入議程。
1997年5月，幾內亞比索與8個中華民國的邦交國向世界衛生組織提案「邀請中華民國以觀察員身分參與世界衛生大會」；7月，幾內亞比索與8個中華民國的邦交國提案，要求聯合國大會將「基於國際情勢之變遷以及中國分治之現實，有必要重新檢討聯大第二七五八（貳拾陸）號決議」案列入議程。年底，在大會的總辯論中發言支持。

## 經濟

### 貿易
| 年分 | 貿易總額   | 貿易總額  | 貿易總額 | 出口至幾內亞比索 | 出口至幾內亞比索 | 出口至幾內亞比索 | 自幾內亞比索進口 | 自幾內亞比索進口 | 自幾內亞比索進口 | 順逆差  |
| 年分 | 金額       | 年增減    | 排名     | 金額             | 年增減           | 排名             | 金額             | 年增減           | 排名             | 順逆差  |
| ---- | ---------- | --------- | -------- | ---------------- | ---------------- | ---------------- | ---------------- | ---------------- | ---------------- | ------- |
| 2017 | 18,450,552 | ▲2,589.6% | 130      | 18,375,073       | --               | 110              | 75,479           | ▼89.0%           | 193              | 順差 -- |
| 2018 | 86,233     | ▼99.5%    | 218      | 1,692            | ▼100.0%          | 232              | 84,541           | ▲12.0%           | 194              | 逆差 -- |
| 2019 | 1,363      | ▼98.4%    | 235      | 1,363            | ▼19.4%           | 227              | --               | --               | 236              | 順差 -- |
| 2020 | 4,439      | ▲225.7%   | 235      | 4,439            | ▲225.7%          | 227              | --               | --               | 237              | 順差▲   |
| 2021 | 133,340    | ▲2,903.8% | 215      | 5,234            | ▲17.9%           | 224              | 128,106          | --               | 186              | 逆差 -- |
| 2022 | 5,348      | ▼96.0%    | 232      | 4,513            | ▼13.8%           | 223              | 835              | ▼99.3%           | 232              | 順差 -- |
| 2023 | 2,438      | ▼54.4%    | 236      | 2,438            | ▼46.0%           | 228              | --               | --               | 241              | 順差▼   |
| 2024 | 4,756      | ▲95.1%    | 234      | 4,376            | ▲79.5%           | 225              | 380              | --               | 229              | 順差▲   |

## 合作

### 援助
1990年6月，成立中華民國駐幾內亞比索醫療團，負責支援首都比索郊區的卡松果醫院門診與行政管理工作。11月，成立農業技術團，示範推廣稻米、雜糧、蔬菜等作物，以及農業機械修護及竹工藝等。
1995年4月，兩國規劃1995－2000年的農、醫、漁、技職訓練及新聞文化交流等方面合作。
此外，幾內亞比索並派員赴台參加中小企業、賦稅、產業、人力資源、衛生與醫療保健、台灣經濟發展等多項經貿訓練班。
1998年4月24日，兩國斷交後，即停止一切合作關係，並撤離駐團人員。

### 事件
兩國在邦交期間，中國輸出入銀行（簡稱輸銀）提供貸款資助幾內亞比索。斷交後，輸銀於2016年6月向美國紐約南區聯邦地區法院提告，求償4,920萬美元，金額相當該國前1年度預算將近1/5。幾內亞比索主張此案已過追訴期，但根據《路透社》所見文件，向紐約州地方法院提出的所有求償案都可以追溯到1990年代初期，幾內亞比索官員受訪時表示，希望能在2017年底解決此案。

## 協定
| 日期           | 簽署                                                       | 備註         |
| -------------- | ---------------------------------------------------------- | ------------ |
| 1990年10月12日 | 《中華民國政府與幾內亞比索共和國政府經濟暨科技合作總協定》 | 以下簡稱中幾 |
| 1991年9月16日  | 《中幾醫療技術合作協定》                                   |              |
| 1991年10月24日 | 《中幾農業技術合作協定》                                   |              |
| 1992年10月13日 | 《中華民國外交部與幾內亞比索共和國外交部合作議定書》       |              |
| 1992年12月15日 | 《中幾農技合作協定增列手工藝合作條款換文》                 |              |

## 簽證

持中華民國護照的中華民國國民簽證要求分布圖：入境幾內亞比索需要簽證。

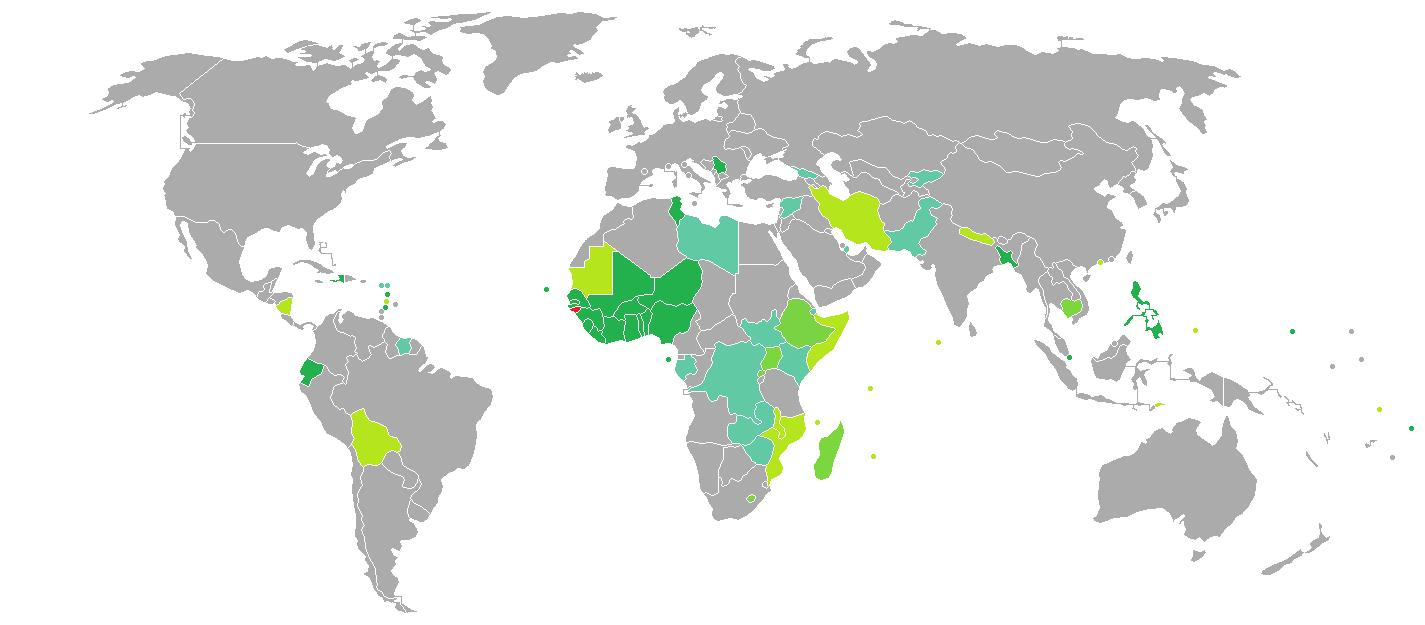
持幾內亞比索護照的幾內亞比索人口簽證要求分布圖：入境中華民國需要簽證。

兩國國民皆須申請簽證方可入境對方國家。持中華民國護照的中華民國國民可前往幾內亞比索駐外使領館申請簽證。入境須出示黃熱病的疫苗接種證明（黃皮書）。經幾內亞比索的奧斯瓦爾多·維埃拉國際機場轉機時間超過1天，需事前先申請過境簽證。
持幾內亞比索護照的幾內亞比索國民抵台參加由中央政府機關主辦、協辦或贊助之國際會議、運動賽事、商展或其他活動，可以電子簽證入境中華民國，停留最多30天並不得延期。

## 交通

### 航空
資料截至2023年6月28日

#### 客運
兩國無直航班機，亦無中華民國→直航第三地→幾內亞比索，需多次轉機前往。
例如：
- 臺北→巴黎→卡薩布蘭卡→幾內亞比索的奧斯瓦爾多·維埃拉國際機場。

### 駕車
持有中華民國國際駕駛執照可在幾內亞比索駕車。

## 外部連結
- 中華民國外交部－幾內亞比索共和國簡介 （页面存档备份，存于）
- 駐葡萄牙台北經濟文化中心
- 外交部領事事務局－國外旅遊警示分級表
- 中華民國衛生福利部－國際旅遊疫情建議等級
- 中華民國國際經濟合作協會 （页面存档备份，存于）